# Corb marí de Vieillot
El 'corb marí de Vieillot (Microcarbo niger) és una espècie d'ocell de la família dels falacrocoràcids (Phalacrocoracidae) que habita llacs, rius, aiguamolls i manglars del Pakistan, l'Índia, Sri Lanka, Bangladesh, sud-oest de la Xina i Sud-est Asiàtic fins a Java.